# روبرت د. هولمز
روبرت د. هولمز (بالإنجليزية: Robert D. Holmes)‏ هو صحفي وسياسي أمريكي، ولد في 11 مايو 1909 في الولايات المتحدة، وتوفي في 6 يونيو 1976 في نفس البلد. حزبياً، نشط في الحزب الديمقراطي. وقد انتخب عضو مجلس ولاية أوريغون وانتخب حاكم ولاية أوريغون ‏ (14 يناير 1957 – 12 يناير 1959).